# Mandevilla brachysiphon
Mandevilla brachysiphon är en oleanderväxtart som först beskrevs av John Torrey, och fick sitt nu gällande namn av Marcel Pichon. Mandevilla brachysiphon ingår i släktet Mandevilla och familjen oleanderväxter. Inga underarter finns listade i Catalogue of Life.